# GlaxoSmithKline
A GlaxoSmithKline (röviden: GSK) az egyik legnagyobb multinacionális gyógyszeripari vállalat, melynek központja az Egyesült Királyság. A Glaxo Wellcome és a SmithKline Beecham 2000-ben történő összeolvadásával jött létre, amely önmagában több gyógyszeripari vállalat összeolvadása volt a Smith, Kline & French cég körül. 
A GSK a tíz legnagyobb gyógyszeripari vállalat közé tartozik. A 2022-es Fortune Global 500-as listán a 294. helyet foglalta el, olyan gyógyszeripari vállalatok mögött, mint a China Resources, Sinopharm, Johnson & Johnson, Pfizer, Roche, AbbVie, Novartis, Bayer és a Merck Sharp & Dohme.
A vállalat elsődleges jegyzése a Londoni Értéktőzsdén található, és része az FTSE 100 Indexnek. 2024. márciusában a piaci tőkeértéke 57,3 milliárd font volt, amivel a kilencedik legnagyobb a Londoni Értéktőzsdén jegyzett vállalatok között.
Kutatásorientált gyógyszeripari vállalat, fő terápiás területei:
- asztma és COPD
- trombózis
- fertőzések
- központi idegrendszer betegségei
- daganatos betegségek
- betegségek megelőzése védőoltások révén

A vényköteles gyógyszereken kívül vény nélkül kapható gyógyszereket (OTC) és szájápolási termékeket is forgalmaz a cég.

## Főbb márkák

### OTC márkák
- Panadol: A Panadol egy paracetamol hatóanyagú láz-és fájdalomcsillapító szer. Különböző fájdalmak csillapítására alkalmas, mint pl. fejfájás, migrén, hátfájás, reumatikus és izomfájdalom. Emellett csökkenti a megfázással együtt járó kellemetlen érzést és a fellépő lázat. A Panadol Rapid készítmény esetében a GVH kifogással élt a reklámokban használt üzenettel szemben, miszerint a termék „Aktív hatóanyaga már 5 perc alatt elkezd feloldódni”. A hatóság véleménye szerint az állítást a fogyasztók úgy értelmezhetik, hogy a termék 5 perc alatt elkezdi kifejteni a hatását. Vizsgálatában a GVH megállapította, hogy a gyógyszer fájdalomcsillapító hatásának a kezdete egyénenként változó lehet, így a fájdalom megszüntetésének időtartama nagy eltéréseket mutathat. (http://www.panadol.com/hu Archiválva 2014. március 29-i dátummal a Wayback Machine-ben)

- Zovirax: A Zovirax ajakherpesz krém a száj és az arc területén jelentkező ajakherpesz kezelésére szolgál. Klinikai vizsgálatok tanúsítják, hogy a Zovirax ajakherpesz krém alkalmazása felgyorsítja a gyógyulási folyamatot és lerövidíti a fájdalom időtartamát. (http://www.zovirax.hu/)

- Coldrex: A Coldrex márka termékei enyhítik a megfázás és influenza több tünetét. Por belsőleges oldathoz, és tabletta formában elérhető vény nélkül kapható gyógyszer. (http://coldrex.hu/)

- Cetebe: A Cetebe különleges időszemcséiből a C-vitamin folyamatosan szabadul fel. Étrendkiegészítő és vény nélkül kapható gyógyszer. (https://web.archive.org/web/20140205125952/http://www.cetebe.hu/)
- NiQuitin: A NiQuitin termékek olyan vény nélkül kapható gyógyszerek, melyek nikotin-tartalmuknál fogva segítenek a dohányzásról való leszokásban és a leszokást kísérő elvonási tünetek mérséklésében. (http://niquitin.hu/)

### Szájápolási márkák
- Sensodyne: Az érzékeny fogak gondos odafigyelést igényelnek, így a Sensodyne termékcsalád fogkrém, fogkefe és szájvíz termékei kifejezetten a fogérzékenységtől szenvedő  páciensek számára nyújtanak teljes körű megoldást.  NovaMin® technológiával rendelkező fogkrémei segítségével lehetőség nyílik a fogak érzékeny területeinek helyreállítására, fogkeféit pedig az érzékeny fogak kíméletes tisztítására fejlesztették ki. (http://sensodyne.hu/)
- Parodontax: A fogínyprobléma a szájápolás fő problémái közé tartozik és egyik jellemző tünete a fogínyvérzés. A Parodontax fogkrém napi használata segít megelőzni a fogínyproblémákat, valamint hosszan tartó frissességet és intenzív tisztító hatást biztosít. (http://parodontax.hu/)
- Corega: A Corega műfogsorápoló család segít a műfogsorviselés során a komfort- és tisztaságérzet kialakításában és a magabiztos étkezésben. A műfogsorrögzítők megbízható rögzítést biztosítanak egész napra, és megakadályozzák, hogy az ételdarabkák a műfogsor alá szoruljanak. A műfogsortisztító tabletták antibakteriális hatásuknak köszönhetően a kellemetlen szájszagot okozó baktériumok 99,9%-át elpusztítják, valamint tisztítják és frissítik a műfogsort.
- Aquafresh: Az Aquafresh termékek általános jellegüknél fogva az egész család szájápolási igényeit kielégítik. Gyermekek számára kifejlesztett termékei már 1 éves kor alatt gondoskodnak a helyes szájápolásról.
- Corsodyl: A Corsodyl alkoholmentes szájöblögető oldat antibakteriális hatása révén több órán keresztül védi a fogakat és a fogínyt azon káros baktériumoktól és kórokozóktól, amelyek a fogkőképződés, a fogíny-, fogágy-, és a foggyökérgyulladás gyakori kiváltói.
- Chlorhexamed: Ínygyulladások esetén és a szájhigiénia fenntartására alkalmazható antibakteriális hatású szájvíz.
- Biotene: Szájszárazságban szenvedők részére. Kiegészíti a nyál védelmi rendszerét és erősíti a fogakat.

## Külső hivatkozások
- Hivatalos weboldal
- Financial Times Quote, profile, and news
- London Stock Exchange Quote, regulatory filings, and news
- New York Stock Exchange Quote, profile, regulatory filings, and news